# Glenn Gould
Glenn Herbert Gold, més conegut amb el nom de Glenn Gould (Toronto, Canadà, 25 de setembre de 1932 - 4 d'octubre de 1982), fou un pianista, compositor, escriptor, home de ràdio i realitzador canadenc. Fou famós sobretot pels seus virtuosos enregistraments de les obres per a teclat de Johann Sebastian Bach. La vida i l'obra de Glenn Gould han rebut una atenció pòstuma sense precedents, fruit en gran part dels interrogants que provoca la seva personalitat excèntrica, inabastable als tòpics, envoltada de misteri, hipocondríaca i aparentment asexuada. Les seves gravacions no deixaven a ningú indiferent i també tenia detractors per fer moviments estranys mentre tocava, a més a més de taral·lejar. S'han escrit molts llibres, s'han fet pel·lícules i documentals sobre la seva figura. El 1987, la Fundació Glenn Gould va instaurar el Premi Glenn Gould que s'atorga cada tres anys a un personatge viu al qual se li reconeixen les seves contribucions a la música i la comunicació.

## Biografia

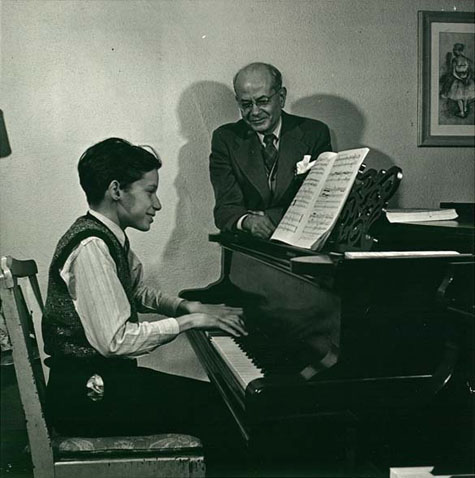
Glenn Gould rebent classes d'Alberto Guerrero

Nascut a Toronto al si d'una família de músics de cognom Gold -que ell canviari per l'artístic Gould- Glenn Gould va aprendre a tocar el piano amb la seva mare. El seu avi era cosí d'Edvard Grieg. Va entrar al conservatori de Toronto quan tenia deu anys i va estudiar amb el xilè Alberto Guerrero. Va fer nombrosos concerts, essencialment al continent americà, on va tocar amb els cèlebres directors Herbert von Karajan, Leonard Bernstein, Yehudi Menuhin, entre d'altres. El començament del seu renom internacional pot ser datat en la seva cèlebre gravació de les Variacions Goldberg de juny del 1955 als estudis CBS a Nova York.
L'any 1964 va deixar de fer concerts en públic, i es va dedicar als enregistraments fins al final de la seva carrera, actuant també a la televisió i a la ràdio, així com en documentals de ràdio no musicals i altres projectes.
Gould va publicar més de 60 discs amb un repertori que va des de J. S. Bach fins a Arnold Schönberg, des de Ludwig van Beethoven fins a Dmitri Xostakóvitx, a qui va popularitzar a Occident. De Bach, va deixar un inigualable patrimoni d'enregistraments. La seva interpretació, d'una rapidesa i d'una claredat fora del comú, i sobretot fora de les modes de l'època, farà molt per al seu èxit.
Les seves composicions, per contra, han continuat sent poc conegudes. Citem sobretot una fuga per a cor a quatre veus mixtes titulada So you want to write a fugue?, en què el músic ens explica amb humor com escriure una fuga. Gould és igualment l'autor d'un Quartet de cordes Op. 1, d'inspiració propera a la música de Schönberg.
Entre 1972 i la seva mort, va realitzar set documentals amb Bruno Monsaingeon, entre els quals Les Chemins de la musique el 1974, rebatejat més tard Glenn Gould, l'alchimiste.
Considerat com un dels majors pianistes del segle xx, morí el 1982 d'un accident vascular cerebral. Segons exàmens mèdics posteriors a la seva mort van diagnosticar-li síndrome d'Asperger.

## Enregistraments curiosos
El pianista tenia un mètode increïble de preparar-se per a les sessions d'enregistrament. Gould declarava en una entrevista, la darrera, que abans de prendre la decisió de gravar les quatre balades de Brahms, no les havia tocades mai, ni estudiades, ni escoltades. Aquesta decisió de gravar, la prengué dos mesos abans d'anar a l'estudi. Durant les sis setmanes següents, es dedicà a estudiar les partitures sense acostar-se al piano, elaborant una concepció molt clara de com vol abordar-les. Les treballà en el seu cap i deixà que s'hi desenvolupessin dotzenes de vegades.
Les darreres dues setmanes les tocà al piano, una hora al dia com a màxim. Dos dies abans de les sessions, però, es va abstenir completament de tocar-les. Continuà sense tocar el piano fins que els tècnics de l'estudi van acabar tots els preparatius i el responsable va dir "primera presa!".
Molt sovint, aquest primer enregistrament és el millor perquè és el moment amb la imatge mental més pura, menys lligada a les contradiccions de la realitat d'un instrument.